# Henryk Zalesiński
Henryk Zalesiński (ur. 14 września 1927, zm. 1 października 2017) – polski aktor lalkowy.

## Życiorys
Debiutował w 1950 w Teatrze Lalek – Teatr Łątek w sztuce „Doktor Dolittle i jego zwierzęta”. Następnie w latach 1950–1992 był aktorem Teatru Lalki i Aktora "Miniatura" w Gdańsku. Jednocześnie od lat 60. XX wieku był członkiem Oddziału Gdańskiego Związku Artystów Scen Polskich. W 1965 otrzymał Nagrodę jury Międzynarodowego Festiwalu Teatrów Lalek (MFTL) w Bukareszcie za kreację aktorską, zaś w 1973 został wyróżniony Nagrodą Prezesa Rady Ministrów za twórczość dla dzieci i młodzieży. W 2005 został wyróżniony także dyplomem uznania ZASP z okazji Dnia Artysty Śpiewaka. Poza rolami teatralnymi w dorobku miał także występ w spektaklu telewizji w reż. Piotra Tomaszuka pt. „Polowanie na Lisa” z 1990. 
Zmarł 1 października 2017 i został pochowany na Cmentarzu Srebrzysko w Gdańsku (rejon I, taras I-3-51).

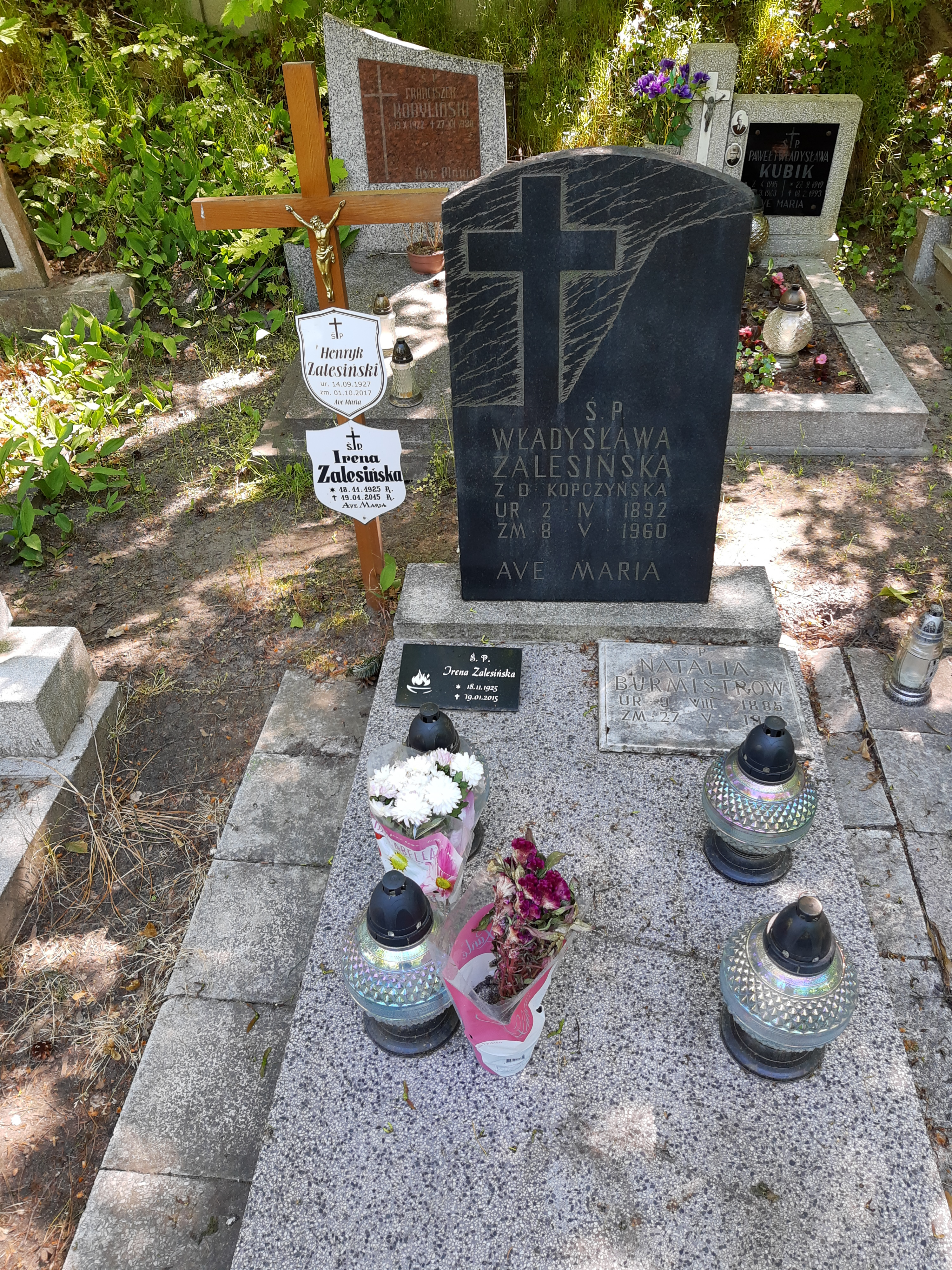
Grób Henryka Zalesińskiego na Cmentarzu Srebrzysko